# Jeppe paa Bjerget
|  | For den danske spillefilm fra 1981, se Jeppe på bjerget (film) |
Jeppe paa Bjerget er en dansk stumfilm fra 1908 produceret af Nordisk Films Kompagni og instrueret af Viggo Larsen. Filmen er baseret på Ludvig Holbergs komedie af samme navn fra 1722.

## Handling
Bonden Jeppe drikker for meget og hustruen Nille er efter ham. En dag bliver han fundet sovende i en grøft og godsejeren beslutter sig for at spille et puds med ham. De klæder ham i fine klæder og lægger ham i baronens seng. Da Jeppe vågner, får han at vide, at han er baron, og han begynder at nyde de privilegier, det medfører. Det nye liv varer dog ikke ved og han vender tilbage til sit gamle liv og reflekterer over sin oplevelse.

## Medvirkende
- Gustav Lund som Jeppe
- Robert Storm Petersen som ridefogedens kone[1] og/eller som tjener[2]